# Марлон, Катринель
Катринель Марлон (рум. Catrinel Marlon; род. 1 октября 1985, Яссы), также известная как Катринель Менгиа  (рум. Catrinel Menghia)  — румынская модель и актриса.

## Биография
Катринель родилась в Яссах. У неё есть младшая сестра по имени Лорена (род. 12 июня 1988), ставшая профессиональной спортсменкой и проживающая в США. Под руководством своего отца, бывшего чемпиона страны по лёгкой атлетике в беге на 400 м с барьерами, Катринель с детства занималась спортом и стала чемпионкой среди юниоров в том же виде. В возрасте 16 лет она была замечена модельным агентом во время поездки в Бухарест. Через полгода родители разрешили ей переехать в столицу Румынии, чтобы начать карьеру модели.
Она заняла 2-е место в конкурсе, организованном Ford Models, «Супермодель Румынии» и получила награду «Лучшая модель Румынии» в 2002 году. В 17 лет она снялась в видеоклипе румынской поп-рок-группы Krypton. Примерно в это же время она подписала контракт с агентством Major Model Management в Милане. В последующие годы Катринель появлялась на страницах журналов Maxim, FHM, GQ, Sports Illustrated и Fitness и участвовала в рекламных кампаниях для известных брендов, таких как Fiat и Giorgio Armani. С 2005 года румынка является лицом компании нижнего белья Lise Charmel.
Окончила курсы актёрского мастерства в 2011 году. Дебютировала в короткометражной ленте Федерико Бруджиа «Обещание». В 2012 году исполнила главную женскую роль Александры в режиссёрском дебюте Луиджи Ло Кашо «Идеальный город».
С 2017 года она является послом Фонда Андреа Бочелли.
В 2019 году Марлон появилась в криминальном фильме «Свистуны» Корнелиу Порумбою, представленном в основном конкурсе Каннского кинофестиваля. Кинокритик IndieWire Эрик Кон высоко оценил игру актрисы.
В ноябре 2021 года она опубликовала автобиографическую книгу, в которой рассказывает о своей жизни, от рождения в Яссах до всемирной известности
В 2022 году Марлон дебютировала в режиссуре, вместе с Даниэле Тести сняв 12-минутную драму «Кости» (итал. Ossa). В 2023 году она приступала к съёмкам своего полнометражного режиссёрского дебюта.

## Личная жизнь
Она была замужем в течение шести лет за Массимо Брамбати, бывшим футболистом и спортивным агентом. Пара рассталась в 2011 году. С 2012 года Катринель находится в отношения с кинопродюсером Массимилиано Ди Лодовико, от которого родила дочь Каролину в феврале 2019 года.
Марлон свободно говорит на четырёх языках: румынском, итальянском, английском и французском . Он также увлекается фотографией и живописью.

## Избранная фильмография
- Все звуки моря (2012) — Айлена
- Идеальный город (2012) — Александра
- CSI: Место преступления (2013—2014) — Элизабетта (эпизоды 13х12; 13х20; 14х04)
- Лев в базилике (2014) — Джульетта
- Три касания (2014) — Катринель
- Кто эти люди? (2015) — Эллен[17]
- Страшные сказки (2015) — 2-я фрейлина
- Козни. Последний сюжет Пазолини (2016) — эпизод
- Инспектор Колиандро (2017) — Амбра (2-я серия 6-го сезона)
- Красная дверь (2017) — Хейке (12 эпизодов)
- Свистуны (2019) — Гилда[18]
- Один за всех и все за одного (2020) — цыганка

## Награды и номинации
- 73-й Венецианский кинофестиваль (2016): премия Kinéo Diamanti лучшей молодой актрисе Италии[19][20]
- Национальная кинопремия Румынии (2020): номинация в категории «Лучшая женская роль» («Свистуны»)[21]
- 17-й Римский кинофестиваль (2022): специальный приз Rai Cinema секции короткометражных фильмов за режиссуру («Кости»)[13]